# Благой Чифлянов
Благой Димитров Чифлянов е български духовник, богослов, литургист, протоиерей, преподавател в катедрата по Литургика в Духовната академия.

## Биография
Роден е на 8 януари 1923 година в Цариград, в махалата Булгар чаршъсъ в Шишли. Татко му Димитър Константинов Чафлянов (1888 - 1940) е роден в костурското село Горенци и още малък емигрира в Цариград, където работи в Руската болница в махалата Харбие. Майка му Хариклия е от село Сапанджа, Никейско, като семейството ѝ се преселва в Цариград.
На шест годишна възраст започа да учи във френската прогимназия „Нотър дам дьо Лурд“ в Бомонти. След една година започва да учи в българската прогимназия „Екзарх Йосиф“. Учителят му в прогимназията Иван Симеонов, сменя фамилното му име Чафлянов на Чифлянов. В училището му преподават  Димитър Катерински, Иван Стойнов, Димо Бойчев, Иван Симеонов и Симеонова, Недялка Паралингова, Поликсена Мартинова, Кира Александрова.
В 1936 - 1938 година Благой Чифлянов учи във френския колеж „Сент Жан д'Арк“ (преименуван втората година на „Сен Мишел“). В 1938 година заминава за София и се записва в Софийската духовна семинария. След завършването си, презлятото на 1944 година се жени за Пенка Байкушева от Лозенград и е ръкоположен за свещеник от митрополит Борис Неврокопски.
Служи като енорийски свещеник първоначално в Българската църковна община в Цариград от 1944 до 1949 година, а после в софийските храмове „Света Петка“, „Свети Николай“, Свети Седмочисленици, „Света Неделя“ и като ефимерий в патриаршеския храм „Свети Александър Невски“.
Завършва Духовната академия „Свети Климент Охридски“.
От 1967 година след конкурс ставрофорен протоиерей Благой Чифлянов е доцент по „Литургика“ в Духовната академия, а от 1 ноември 1973 година - професор. От 1982 година служи свещеник в българската църква „Света Троица“ в Торонто, Канада, която тогава се връща в лонота на Българската православна църква. Служи и проповядва и в други три български църкви в Торонто – „Св. св. Кирил и Методий“, „Свети Димитър“ и „Свети Георги“.
През годините Чифлянов получава офикиите протойерей, иконом, ставрофорен иконом. В Канада митрополит Йосиф го награждава с най-високото отличие за свещеник – протопрезвитер. На 10 януари 2016 година в салона на Македонобългарската източноправославна църква „Света Троица“ в Торонто, Канада, българският генерален консул в града Петър Крайчев връчва на Чифлянов почетна грамота за дългогодишния му принос за съхраняването на българската духовност, култура и идентичност в Канада.
Благой Чифлянов владее старогръцки и латински, френски, английски, новогръцки и турски и е автор над 60 изследвания и статии за православната литургика. Негови възпитаници са много бъдещи български архиереи и стотици свещеници.
В 1966 година Чифлянов посещава Атина, но не успява да посети Горенци, тъй като сестра му го моли да не го прави. В 1972 година посещава научен симпозиум в Солун и отново се опитва да посети Горенци, но успява да се срещне само с зет си Ставро Шкипов, който след войната като българин е осъден на 11 години затвор. Едва през ноември 1980 година Чифлянов успява да посети Горенци. След завръщането си изпраща доклад до патриарх Максим Български, в който пише „Когато тръгнах за Костур, мислех, че ще заваря един край, в който българският елемент и съзнание са напълно и безвъзвратно унищожени, но в петте дни, в които останах там се сдобих с обратни впечатления българският език и българският дух продължават да живеят“.
Благой Чифлянов умира на 29 октомври 2018 година в Торонто. Опят и погребан е в храма „Света Троица“.
Оставя спомени.